# Толкин и скандинавская мифология
По мнению исследователей, в персонажах, историях, географических локациях и языках Средиземья, созданных английским писателем Джоном Р. Р. Толкином, прослеживаются разнообразные влияния. В их чсиле — скандинавская мифология, влияние которой можно увидеть в образах гномов, варгов, троллей, умертвий, таких местах как Лихолесье, ряде персонажей, включая Беорна, Гэндальфа и Сарумана, Тёмных властелинов Моргота и Саурона, имеющих черты бога Одина, магических артефактах, включая Единое кольцо и меч Арагорна Андурил, а также в качестве, которое Толкин назвал «северным мужеством». Могущественные Валар также напоминают пантеон скандинавских богов — асов.

## Места

### Средиземье
В древнегерманской мифологии мир людей известен под несколькими названиями. Древнеанглийское слово middangeard созвучно древнескандинавскому Miðgarðr из скандинавской мифологии, транслитерируемому на современный английский как Midgard. Первоначальное значение второго элемента, от протогерманского gardaz, было «ограждение», что роднит его с английскими терминами для обозначения закрытых пространств «yard», «garden» и «garth». В народной этимологии Миддангард был ассимилирован со «средней землей». В скандинавской мифологии он находился в центре девяти миров.
Толкин использовал слово «Средиземье» для обозначения центрального континента своего вымышленного мира, Арды; оно впервые появляется в прологе к «Властелину колец»: «Хоббиты, в сущности, спокойно жили в Средиземье долгие годы, прежде чем другие люди узнали о них».
«Прямая дорога», связывающая Валинор со Средиземьем после Второй эпохи, отражает мост Асгарда, Бивёрст, соединяющий Мидгард и Асгард. Балрог и крушение моста Кхазад-дум в Мории имеют сходство с огненным ётуном Суртом и предсказанному разрушению Бивёрста.

### Лихолесье
Название Лихолесье (англ. Mirkwood, в других переводах «Сумеречье», «Чернолесье», «Чёрный или Сумрачный лес») происходит от названия леса Мирквирр из скандинавской мифологии. Писатели XIX века, интересовавшиеся филологией, в том числе фольклорист Якоб Гримм и художник и писатель Уильям Моррис, романтически рассуждали о диком, первобытном северном лесе Myrkviðr inn ókunni («Непроходимый Мирквуд») и тайных дорогах через него, надеясь реконструировать предполагаемые древние культуры. Гримм предположил, что название Myrkviðr происходит от древненорвежского слова mark (граница) и mǫrk (лес), оба слова, по его мнению, происходят от более древнего слова, обозначающего дерево, возможно, на опасной и спорной границе королевств гуннов и готов
Толкин описывал Мирквуд как обширный широколиственный и смешанный лес умеренного пояса в Средиземье, в регионе Рованион (Дикая страна), к востоку от великой реки Андуин. В «Хоббите» Гэндальф называет его «величайшим лесом Северного мира». До того как его омрачило зло, он назывался Greenwood the Great.

### Горы
Медиевист Марджори Бернс пишет, что, хотя Толкин не совсем следует скандинавской модели, «его горы обычно заключают в себе мёртвых и включают места, где находят сокровища и происходят сражения».

## Расы

### Гномы
Гномы Толкина вдохновлены гномами из скандинавских мифов, которые занимаются горным делом, обработкой металлов и ремёслами. Имена 12 из 13 гномов (за исключением Балина), которые он использовал в романе «Хоббит» (а также имя волшебника Гэндальфа), Толкин взял из древненорвежского Völuspá в Старшей Эдде. Когда он начал писать «Властелина колец», где создал собственный язык для гномов, он был вынужден написать эссе «О гномах и людях», где пишет, что древнескандинавские имена были переводом с языка гномов кхуздул, так же как английский, на котором гномы говорили с людьми и хоббитами, был переводом с общего языка, вестрона.

### Эльфы
Эльфы у Толкина частично заимствованы из кельтской мифологии и частично из скандинавской. Деление на калаквенди (светлых эльфов) и мориквенди (тёмных эльфов) перекликается со скандинавским делением на светлых тёмных альвов, «светлых эльфов и тёмных эльфов». Светлые эльфы в скандинавской мифологии ассоциируются с богами, так же как калаквенди — с Валар.

### Тролли
В скандинавской мифологии тролли — один из видов великанов, наряду с rísar, jötnar и þursar; эти названия по-разному применяются к крупным чудовищным существам, иногда как синонимы. Идея о том, что такие монстры должны жить под землей и боятся рассвета, восходит к Старшей Эдде, где в поэме «Речи Альвиса» бог Тор заставляет гнома Альвисса (не тролля) говорить до рассвета и видит, как тот превращается в камень.
Читатели «Хоббита» в 1937 году были знакома с троллями по сборникам сказок Братьев Гримм, норвежским сказкам Асбьёрнсена и Мо; использование Толкином различных монстров — орков, троллей и балрога в Мории — сделало это путешествие «спуском в ад». Таким образом, тролли превратились из мрачных норвежских огров в более симпатичных современных гуманоидов. Тролли Толкина основаны на типе огров, но в двух формах: древние тролли, «существа тупые и безвольные», по словам Толкина, не способные говорить; и злобные великаны, выведенные Сауроном, обладающие силой, храбростью и интеллектом, достаточным для того, чтобы стать опасными противниками. Исследователь английского языка Эдвард Рисден пишет, что поздние тролли Толкина кажутся гораздо более опасными, чем тролли «Хоббита», утратив при этом «моральную способность к раскаянию»; он отмечает, что в скандинавской мифологии тролли «обычно женского пола и тесно связаны с магией», а в скандинавских сагах тролли были физически сильными и бесстрашными в бою.

### Варги

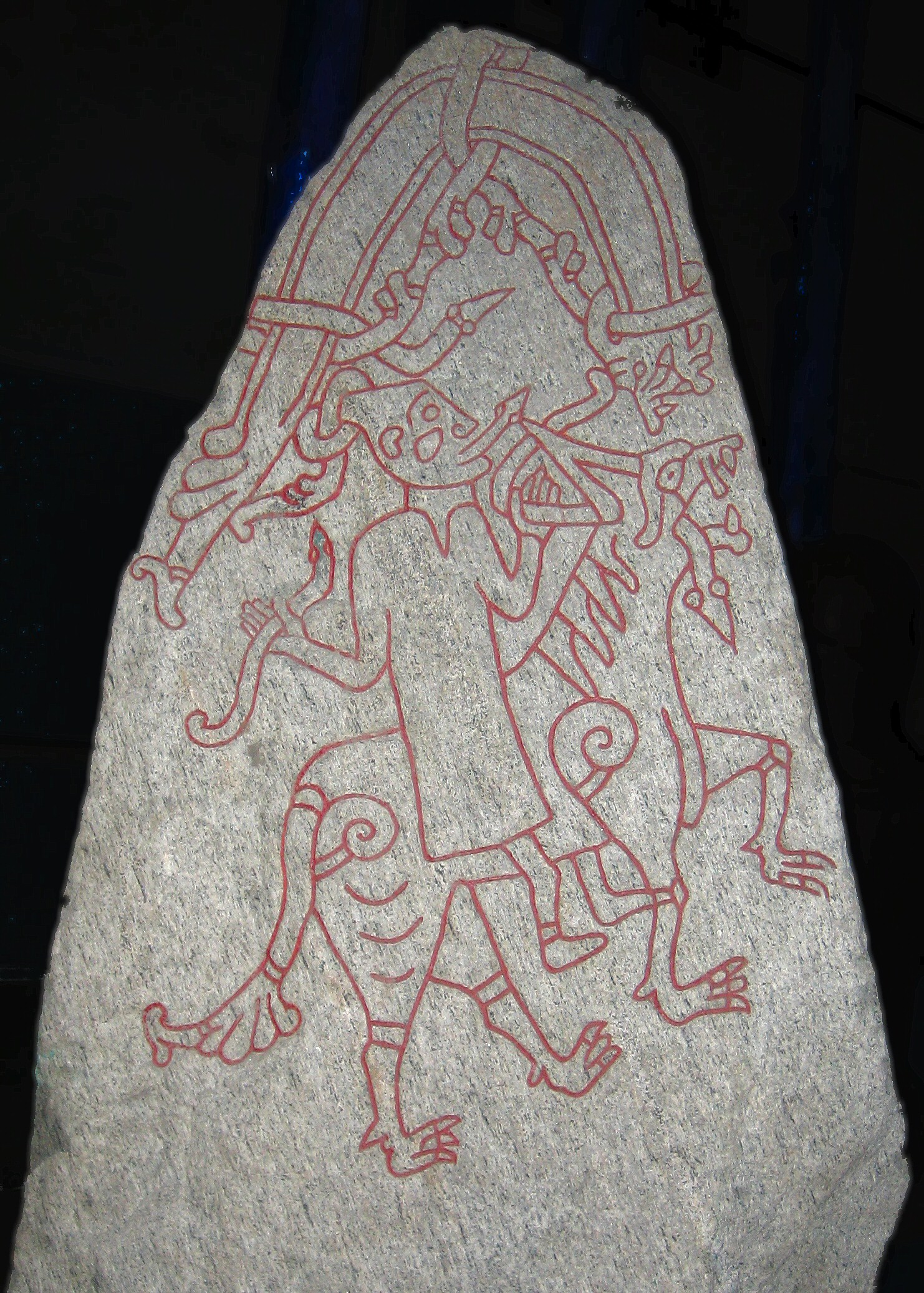
Ётунн Хюрроккин верхом на волке, на руническом камне созданного в 985—1035 гг. н. э.

Исследователь Толкина Том Шиппи утверждает, что написание слова «варг» («warg») у Толкина — это соединение древненорвежского vargr и древнеанглийского wearh. Он отмечает, что в этих словах отразился сдвиг в значении от «волка» до «разбойника»: vargr несёт в себе оба значения, тогда как wearh означает «изгой» или «разбойник», но утратил смысл «волка». В древненорвежском языке vargr происходит от прагерманского корня, реконструированного как *wargaz, в конечном итоге происходящего от праиндоевропейского корня, реконструированного как *werg̑ʰ- «уничтожать». Варгр (ср. современное шведское varg — «волк») возник как нетабуированное название для úlfr, обычного древнескандинавского термина «волк». Он пишет, что:
Слово „варг“ у Толкина чётко разделяет разницу между древнескандинавским и древнеанглийским произношением, а его представление о них - волки, но не просто волки, разумные и злобные волки - объединяет два древних представления .
В скандинавской мифологии варги — это, в частности, мифические волки Фенрир, Скёль и Хати. Скёлль и Хати — волки, один из которых охотится за Солнцем, а другой — за Луной. Волки служили ездовыми животными для более или менее опасных человекоподобных существ. В Песни о Хюндле одноимённая провидица ездит на волке. На похороны Бальдра на волке приехала ётунн Хюрроккин.

## Персонажи

### Беорн

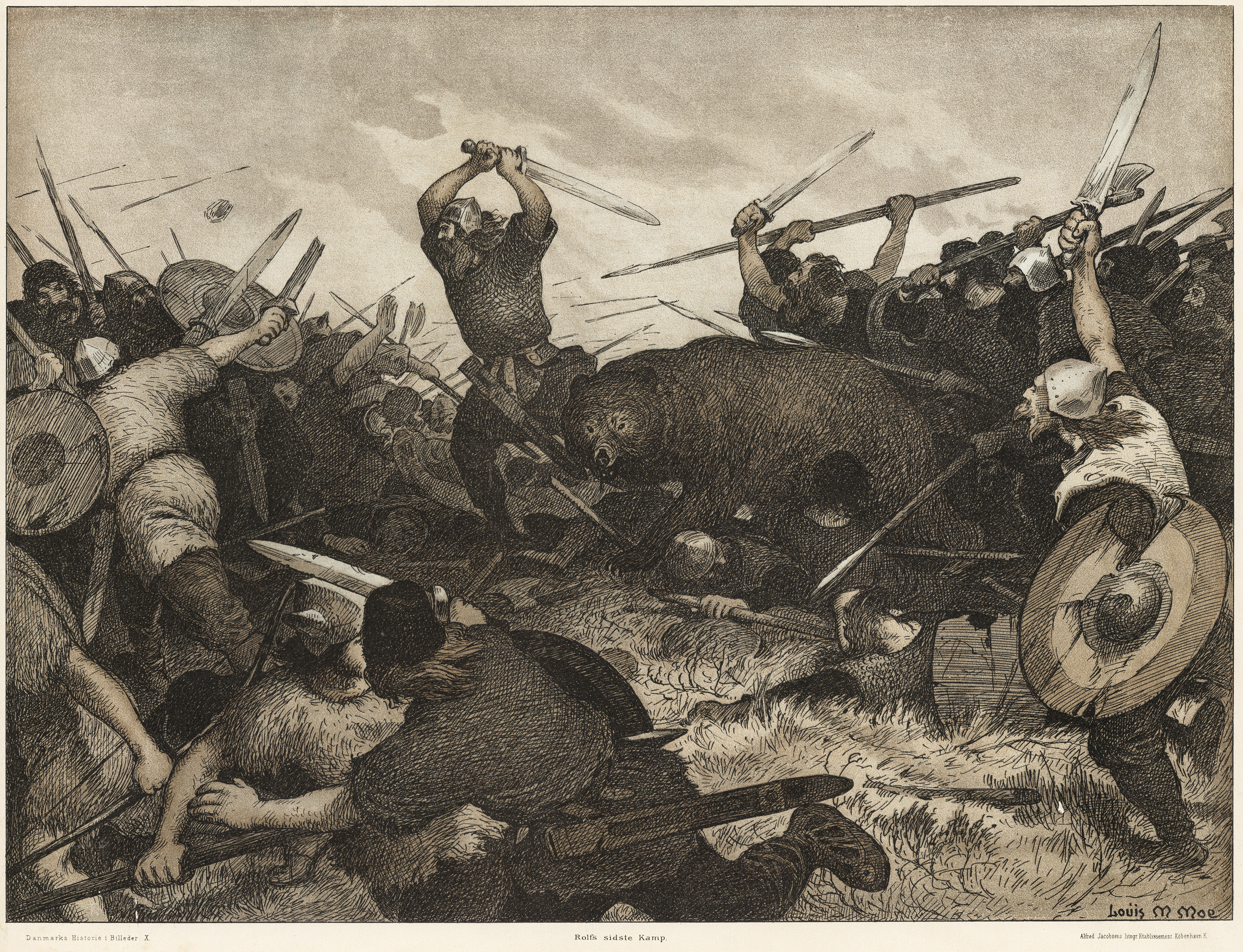
Бёдвар Бьярки сражается в форме медведя в своей последней битве. Литография Луи Мо, 1898 год

Марджори Бернс описывает Беорна как берсерка, скандинавского воина, сражающегося в ярости, подобной трансу. Беорн — огромный сильный оборотень, получеловек-полумедведь, в «Хоббите» происходит от синтеза скандинавских саг. В Саге о Хрольве Жердинке Бёдвар Бьярки принимает облик огромного медведя, когда идёт на битву. В саге о Вёльсунгах Сигмунд одевается в волчью шкуру и обретает волчью силу. В саге об Эгиле Скаллагримссоне Квельдульф («Вечерний волк») и сам превращается в волка, в результате на свет появляются полулюди-полузвери, как Беорн. Бернс утверждает, что полутролли-полуорки Толкина «несомненно, создавались под влиянием той же скандинавской концепции».

### Умертвие
Сокровища в скандинавских сагах часто охраняются нежитью, «беспокойными, похожими на вампиров драугарами», как в саге о Греттире, что напоминает об умертвии из «Властелина колец». Бернс отмечает, что смутные слухи о «пьющих кровь „призраках“» в местах, где побывал Голлум, также похожи на драугаров. В охраняемых курганах, если их удаётся открыть, обнаруживается прекрасное оружие. В саге о Греттире Греттир получает лучший короткий меч, который он когда-либо видел; древний клинок, который Мерри Брендибак находит в кургане умертвия, позднее позволяет ему победить Короля-чародея Ангмара.

### Турин Турамбар
Толкин отмечал, что история его героя Турина Турамбара (в его легендариуме, опубликованном в «Сильмариллионе» и других произведениях, включая «Детей Хурина») во многом напоминает сагу о Вёльсунгах; ранний вариант назывался «Сага о Турине». Учёные уподобляли Турина Сигурду и Сигмунду; Турин и Сигурд прославились, убив дракона, а Турин и Сигмунд вступили в кровосмесительные отношения.

## Персонажи, вдохновлённые скандинавскими богами

### Волшебники, Тёмные Властелины и Один

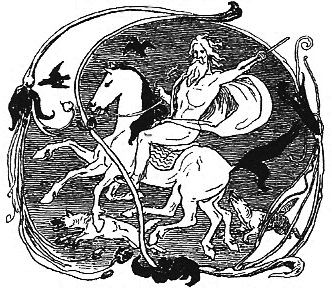
Бог Один восседает на коне Слейпнире, с воронами Хугинном и Мунинном, а также волками Гери и Фреки. Иллюстрация Лоренца Фрёлиха 1895 года

Бернс пишет, что Толкин использует тот факт, что волки были спутниками бога Одина, «особенно новаторским способом». Один держал двух волков, Фреки и Гери, и в последней битве, Рагнарёке, Один будет убит и съеден гигантским волком Фенриром. Таким образом, отмечает Бернс, волк был одновременно и соратником Одина, и его смертельным врагом. Она утверждает, что в «Властелине колец» Толкин использовал оба отношения. По её мнению, тёмный властелин Саурон и злой волшебник Саруман воплощают «атрибуты отрицательного Одина». В армии Сарумана есть варги, а Саурон использует «подобие хищного волка» для огромного тарана, названного Гронд, разрушающего главные ворота Минас-Тирита. С другой стороны, доброжелательный волшебник Гэндальф возглавляет борьбу с варгами в «Хоббите», используя свою способность создавать огонь и понимая их язык. В «Братстве кольца» Гэндальф снова использует магию и огонь, чтобы прогнать огромного волка, «Гончую Саурона», и его волчью стаю; Бернс пишет, что попытка волков «сожрать Гэндальфа намекает на судьбу Одина». Моргот, по мнению Бернс, тоже вдохновлён образом Одина, перенявший отрицательные черты бога: «его безжалостность, его разрушительность, его злобу, его всепроникающий обман».
В Средиземье Гэндальф — волшебник; норвежское имя Gandálfr, однако, обозначало гнома. Имя состоит из слов gandr («волшебный посох») и álfr («эльф»), подразумевая могущественную фигуру. В ранних черновиках «Хоббита» Толкин использовал это имя для персонажа, ставшего впоследствии Торином Дубощитом.

### Валар и асы
Валар Толкина, пантеон бессмертных, несколько напоминают асов, богов Асгарда. Манвэ, глава валар, имеет некоторое сходство с Одином, «Всеотцом». Тор, физически самый сильный из богов, имеет общие черты и с Ороме, который сражается с чудовищами Мелькора, и с Тулкасом, сильнейшем из валар.

## Магические артефакты
Толкин испытал влияние германских героических легенд, особенно их скандинавских и древнеанглийских форм. Во время учёбы в школе короля Эдварда в Бирмингеме он читал и переводил с древнескандинавского в свободное время. Одной из первых его книг на древнескандинавском языке была «Сага о Вёльсунгах». Будучи студентом, Толкин прочитал единственный доступный английский перевод «Саги о Вёльсунгах», выполненный в 1870 году Уильямом Моррисом, представителем викторианского движения «Искусств и ремёсел», и исландским учёным Эйрикуром Магнуссоном.
Древнескандинавская «Сага о Вёльсунгах» и древненемецкая «Песнь о Нибелунгах» были написаны примерно в одно и то же время, с использованием одних и тех же древних источников. Обе они послужили основой для оперного цикла Рихарда Вагнера «Кольцо нибелунга», в котором, в частности, фигурируют волшебное, но проклятое золотое кольцо и сломанный меч, впоследствии перекованный. В «Саге о Вёльсунгах» эти предметы называются соответственно Андваранаут и Грам, и они в целом соответствуют Единому кольцу и мечу Нарсил (перекованному в Андурил). Именное оружие в Средиземье также являются прямым отражением скандинавской мифологии. «Сага о Вёльсунгах» также дает различные названия, встречающиеся у Толкина. В «Легенде о Сигурде и Гудрун» Толкина сага обсуждается в связи с мифом о Сигурде и Гудрун.

## «Северное мужество»

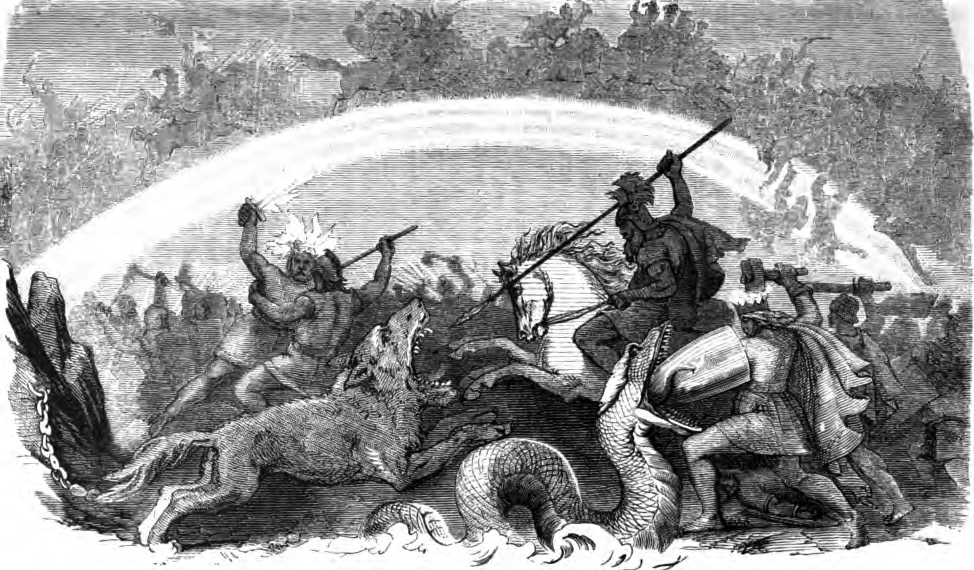
Толкин назвал качество, которое он увидел в норвежских богах во время Рагнарека, «северным мужеством» и использовал его во «Властелине колец». Битва обреченных богов Фридриха Вильгельма Гейне, 1882 год

Для Толкина примером качества, которое он называл «северным мужеством», служило то, как боги скандинавской мифологии знали, что погибнут в последней битве, Рагнарёке, но всё равно шли в бой. На него также повлияли древнеанглийские поэмы «Беовульф» и «Битва при Малдоне», в которых воспевается героическое мужество. Он надеялся создать мифологию для Англии, поскольку от её дохристианской мифологии мало что сохранилось. Утверждая, что в Англии и Скандинавии существовал «в корне схожий героический нрав», он соединил элементы из других северных европейских регионов, как скандинавских, так и кельтских, с тем, что смог найти в самой Англии. В мире Средиземья Толкина северное мужество — одна из главных добродетелей, тесно связанная с удачей и судьбой. Главным героям «Хоббита» и «Властелина колец» волшебник Гэндальф советует не падать духом, поскольку судьба всегда неопределённа.